# Glomerulonefritis membranosa
La glomerulonefritis membranosa(GNM) és una malaltia del ronyó lentament progressiva que afecta majoritàriament a persones d'entre 30 i 50 anys, generalment persones blanques (és a dir, els d'origen europeu, d'Orient Mitjà o del nord d'Àfrica).
És la segona causa més freqüent de síndrome nefròtica en adults, amb la glomeruloesclerosi focal i segmentària (GEFS) que s'ha convertit recentment en la més freqüent.